# Erechteusz
Erechteusz (także Erechteus, gr. Ἐρεχθεύς Erechtheús, łac. Erechtheus) – w mitologii greckiej heros ateński i król Aten.
Uchodził za syna Pandiona i Zeuksippe (według innej wersji Erichtoniosa). Był mężem Praksitei, z którą miał córki: Prokris, Orejtyję, Chtonię i Kreuzę. Gdy na Ateny napadł Eumolpos, syn Posejdona, Erechteusz zwrócił się do wyroczni delfickiej o radę. Kapłanka przepowiedziała, że jedynym ratunkiem dla kraju jest złożenie jednej z córek w ofierze. Wówczas wszystkie córki dobrowolnie poniosły śmierć, najeźdźcy zostali pokonani, a Eumolpos zginął z ręki Erechteusza. Erechteusz zginął rażony piorunem Zeusa, który uległ prośbom Posejdona o śmierć dla zabójcy syna.
Dramat o Erechteusie napisał angielski poeta Algernon Charles Swinburne. Utwór ten ukazał się w 1876.